# En trois quarts

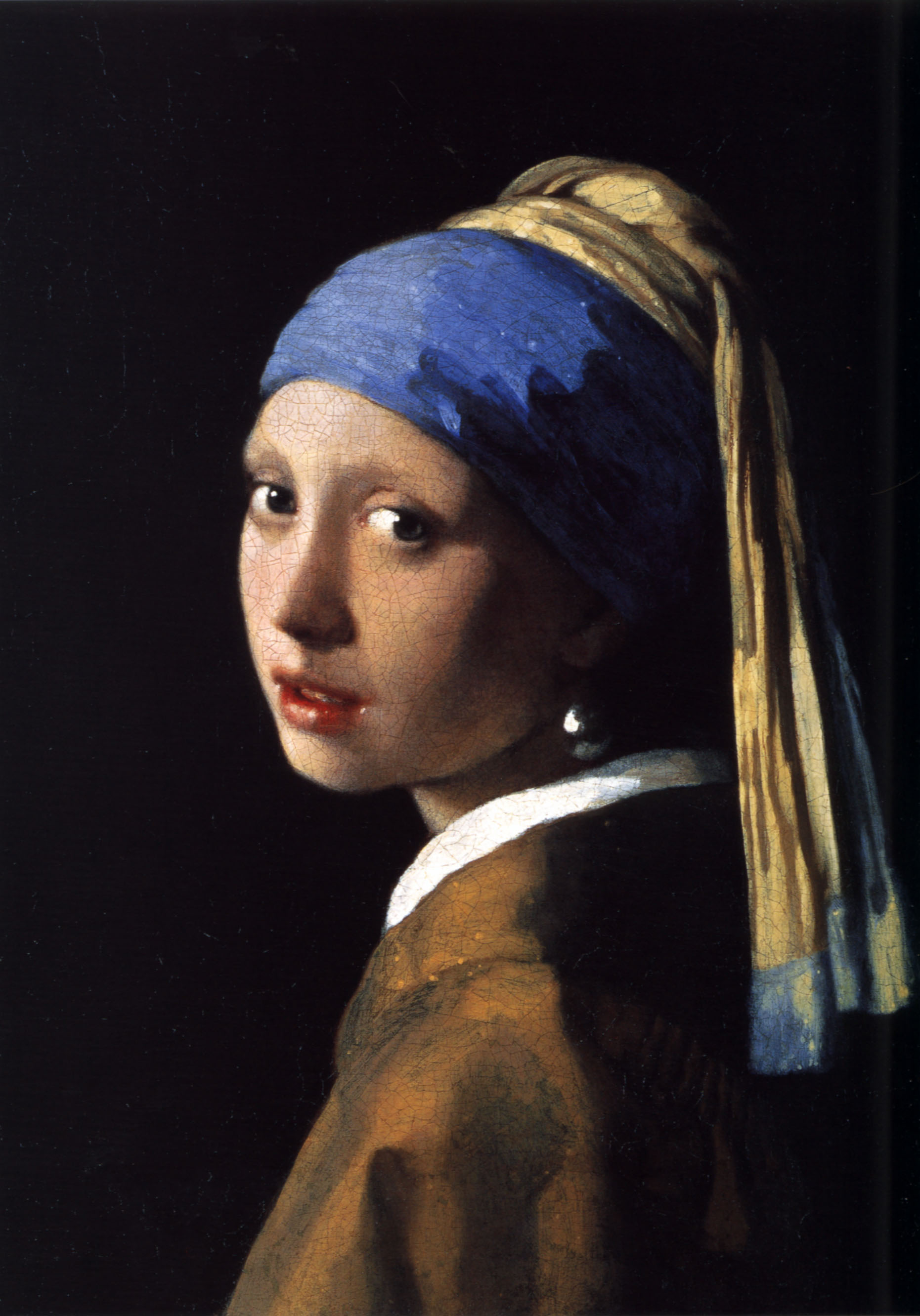
Portret w ujęciu en trois quarts. Johannes Vermeer, Dziewczyna z perłą (1665)

En trois quarts (fr. "w trzech czwartych") – sposób ukazania postaci w sztukach plastycznych, głównie w malarstwie portretowym, zwróconej ku patrzącemu w trzech czwartych, z ukosa, niepełnym profilem, trzyćwierciowo.